# 亀山運輸区
亀山運輸区（かめやまうんゆく）は、三重県亀山市にある東海旅客鉄道（JR東海）東海鉄道事業本部所属の運転士・車掌が所属する乗務員区所である。
名称が類似した組織として、1987年から1990年まで存在した亀山運転区（旧・亀山機関区、後の亀山鉄道部）や2021年に発足したかめやま運転区が存在するが、これらは西日本旅客鉄道（JR西日本）の乗務員区所であり、亀山運輸区とは関係がない。

## 歴史
- 1907年（明治40年）10月1日：亀山車掌監督が発足。
- 1914年（大正3年）3月1日：山田車掌駐在所が亀山車掌監督に統合され、同監督の山田駐在になる。
- 1929年（昭和4年）5月11日：湊町車掌所に統合され、同所の亀山支所になる。山田駐在は山田支所になる。
- 1936年（昭和11年）9月1日：湊町車掌所が湊町車掌区に改称され、亀山支所は亀山支区に、山田支所は山田支区になる。
- 1940年（昭和15年）10月1日：亀山支区が湊町車掌区から独立し、亀山車掌区として発足。山田支区は亀山車掌区に継承される。
- 1948年（昭和23年）9月25日：山田支区が松阪車掌区として独立し、廃止される。
- 1961年（昭和46年）2月1日：伊勢管理所が廃止され、亀山車掌区に伊勢派出所が発足。
- 1986年（昭和61年）11月1日：伊勢派出所が廃止され、伊勢市駅に移管される。
- 1989年（平成元年）2月1日：名古屋運転区の一部行路を移管し、運転士と車掌が所属する亀山運輸区になる。
- 1990年（平成2年）3月1日：車掌行路の一部を伊勢運輸区に移管。

## 乗務範囲
- 関西本線：亀山〜名古屋
- 紀勢本線：亀山〜多気
- 参宮線：全線
- 伊勢鉄道伊勢線：全線